# Pierre Laconte
 (avril 2025).
Si vous disposez d'ouvrages ou d'articles de référence ou si vous connaissez des sites web de qualité traitant du thème abordé ici, merci de compléter l'article en donnant les références utiles à sa vérifiabilité et en les liant à la section « Notes et références ».
 (avril 2025).
Pierre Maurice Corneille Laconte, né à Etterbeek (Bruxelles) le 17 mai 1934, est un urbaniste belge.

## Biographie
Après ses humanités gréco-latines au Collège Saint-Michel à Bruxelles, Pierre Laconte termine ses études universitaires à l'Université catholique de Louvain (UCL) avec les diplômes de docteur en droit (1956) et de docteur en sciences économiques (1978). Il est Fulbright Scholar[Quoi ?] aux États-Unis (1955-1956).
Chargé de cours part-time[Quoi ?] au Department of Urban Studies and Planning au Massachusetts Institute of Technology (MIT) de 1980 à 1984, il est professeur invité au Conservatoire national des arts et métiers (CNAM) à Paris en 1999 et, depuis 2000 à l'Université Lille-I.
De 1963 à 1966, il est chef de cabinet-adjoint du vice-gouverneur du Brabant wallon pour l'urbanisme et l'aménagement de Bruxelles-Capitale.
Il est, de 1966 à 1984, directeur à l'UCL, chargé de divers aspects de la réalisation de l'ensemble universitaire et urbain de Louvain-la-Neuve au sud de Bruxelles, comprenant outre l'université, des développements résidentiels, culturels et commerciaux, des centres de recherche industrielle et une nouvelle liaison ferroviaire avec le centre de Bruxelles. Il est membre de l'équipe de direction du Groupe Urbanisme Architecture (UA) (en association avec Raymond M. Lemaire et J. P. Blondel), créé en 1968. Ce Groupe est l'auteur du projet de plan directeur pour Louvain-la-Neuve et est chargé de sa coordination architecturale. Cette réalisation obtient le prix Abercrombie 1982 de l'Union internationale des architectes (UIA). 
De 1984 à 1999, il est directeur-général de l'Union internationale des transports publics (UITP), association professionnelle internationale du transport urbain et régional. Cette organisation compte quelque 2 000 membres (autorités de transport urbain, entreprises, fournisseurs et experts) dans 80 pays. Elle a pour objectifs d'étudier les questions de mobilité urbaine, de constituer un observatoire des développements industriels, d'être un lieu de réflexion sur les politiques de transport et de promouvoir le transport public et l'intermodalité. Elle compte environ 50 collaborateurs permanents. Parmi les réalisations dues à Laconte : l'organisation d'une base de données d'indicateurs identiques pour 100 villes, en matière d'environnement, de planning et de mobilité.

### Fondation pour l'environnement urbain
La Fondation, créée en 1999 comme fondation d'utilité publique porte le nom de son fondateur : Fondation pour l'environnement urbain Pierre-Laconte. Il en est le président et l'animateur. La Fondation a notamment réalisé ou participé à la réalisation 
- de l’exposition internationale de Bologne en 2000 sous te titre The Other Modern – The Traditional City and its Architecture in the 20th Century – Between past, présent and future. Cette exposition est présentée à Berlin et à Strasbourg en 2001 ;
- de la Conférence internationale sur le même sujet, dans le cadre de Bologne 2000 Capitale culturelle européenne ;
- des conférences Cities on the Move: Towards Sustainable Urban Development(New York) et Pôles de développement ferrés et urbains ;
- du Proyecto Cities, une exploration des meilleures méthodes de planning urbain, en collaboration avec Fundacion Metropoli, débouchant sur la conférence Cities and Regions Summit: smart land, smart cities et sur la Charte pour le développement durable de l'Environnement ;
- de la publication de La gare et la ville : grands axes et réseau express régional : enjeux et perspectives (Liège, Éditions du Perron, 2003); de L’aéroport, le train et la ville (Liège, Éditions du Perron, 2005) et Brussels – Perspectives on a European Capital (Bruxelles, Éditions Aliter, 2007).

La Fondation se préoccupe particulièrement des activités en relation avec l'environnement, y compris le patrimoine culturel immobilier et les transports. Parmi ses conseillers scientifiques figurent les professeurs Ilya Prigogine, Prix Nobel, André Berger, spécialiste du changement climatique et Philippe Bourdeau, président du Comité scientifique de l'Agence européenne pour l'Environnement.

## Distinctions
- Docteur honoris causa (1999) de l'Université Napier d'Édimbourg[réf. nécessaire]
- Commandeur de l'ordre de Léopold II[réf. nécessaire]
- UN Habitat Scroll of Honour Award (1999), conféré à Dalian, Chine[réf. nécessaire]
- Membre de l'Académie des arts de Berlin (1995)[1]
- Membre correspondant de la Deutsche Akademie für Städtebau und Landesplanung (2010-)[réf. nécessaire].

## Publications
- Mutations urbaines et marchés immobiliers : le développement des immeubles de bureaux à Bruxelles, Bruxelles, Oyez, 1978, prix Droit-Économie 1974-1978 du Crédit communal de Belgique.

En tant qu'éditeur ou directeur de publication :
- Well-being in Cities, Oxford, Pergamon Press, 1976, 2 volumes.
- Changing Cities: Challenge to Planning, Philadelphia, The Academy of Political Science, 1980.
- Human and Energy Factors in Urban Planning: A Systems Approach, La Haye, Martinus Nijhoff, 1982.
- Water Resources and Land-use Planning: A Systems Approach, La Haye, Martinus Nijhoff, 1982.
- Brussels: Perspectives on a European Capital, Bruxelles, Éditions Aliter, 2007. Prix Gerald L. Young de la Society of Human Ecology, Washington, 2008.
- Bruxelles, la Belgique et l’Europe : un urbanisme cosmopolite, Lyon, Éditions du Certu, 2007.
- La recherche de la qualité environnementale et urbaine : le cas de Louvain-la-Neuve (Belgique), Lyon, 2009.
- Sustainable urban environments in Europe-evaluation. Criteria and practices, Londres-New York, 2016.